# Gianluigi Buffon
Gianluigi "Gigi" Buffon (Carrara, 28 de gener de 1978) és un exfutbolista professional italià, que jugà com a porter. Va ser molts anys porter titular de la selecció italiana i ha estat Campió del Món amb la seva selecció nacional al Mundial de 2006. Ha desenvolupat la major part de la seva carrera a la Juventus de Torí.
Actualment és considerat el millor porter del segle xxi, ha guanyat cinc cops el premi al "Porter de l'any" de la IFFHS.

## Característiques tècniques
Porter amb grans reflexos, posició sempre perfecta i gran carisma. Qualitats atlètiques òptimes, rendiment constant i elevat. Exceptuant el 2005, any on va tenir poca activitat per culpa d'un infortuni, ha estat el millor porter des del 2003 fins avui. La UEFA el va premiar amb el títol del millor porter de la temporada 2002/2003 de la Lliga de Campions, mentre que la FIFA el va premiar amb el títol de millor porter del Mundial de 2006, i també el 2006 va quedar segon a la classificació de la Pilota d'Or. L'any 2018 era considerat el millor porter en actiu.

## Carrera

### Club

#### Els inicis i el Parma

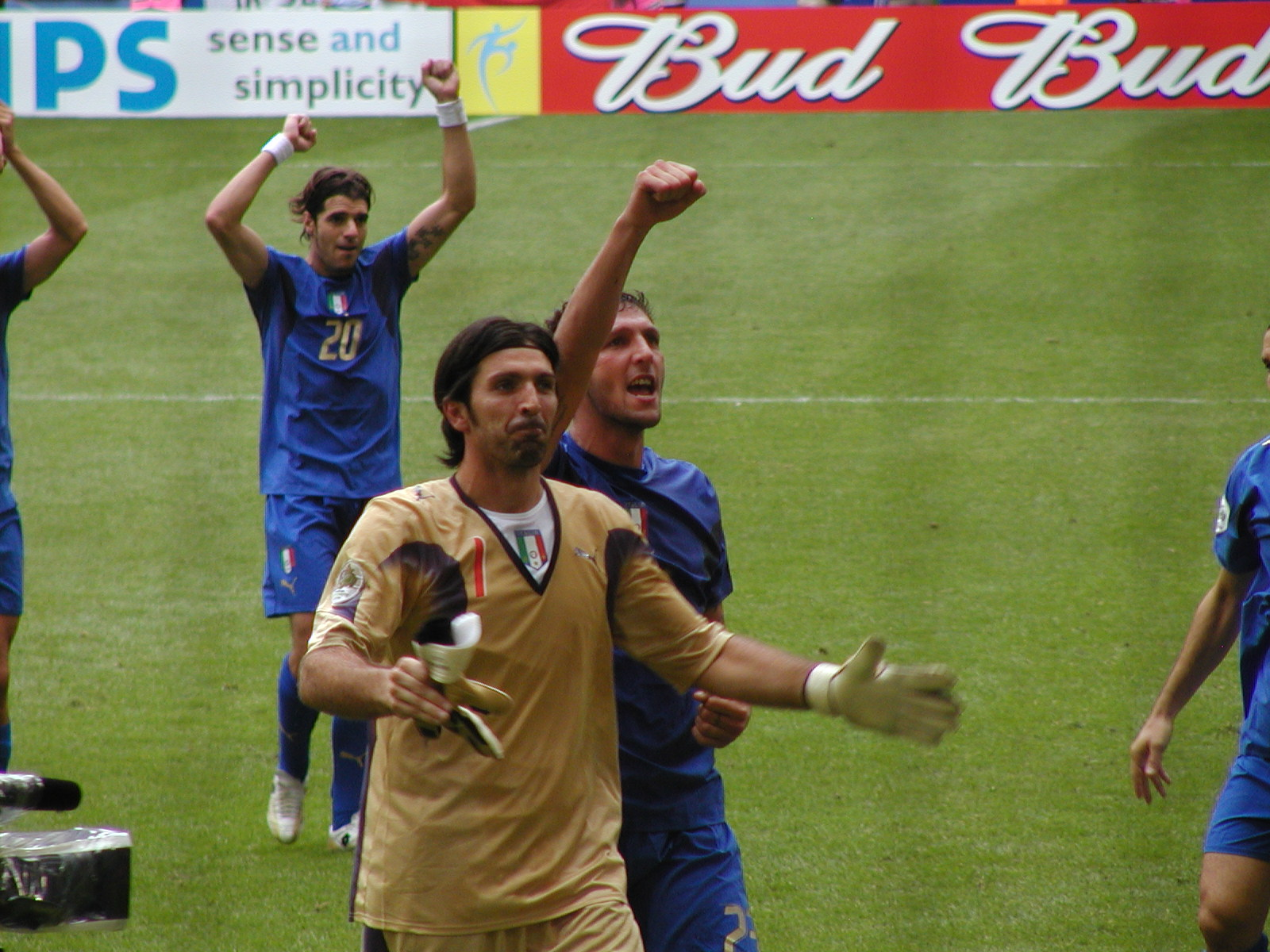
Gianluigi Buffon.

Neix en una família d'esportistes: la mare Maria Stella Marocco va ser campiona de llançament de pes i de disc, el pare Adriano Buffon va ser campió de llançament de pes i les germanes Guendalina i Veronica són jugadores de vòlei. És familiar de Lorenzo Buffon, porter del Milan, de l'Inter, de la Fiorentina i de la selecció italiana.
Aficionat des de petit del Genoa, comença a jugar a l'escola de futbol Canaletto, un club de futbol escolar de La Spezia, i més tard es canvia al Perticata, un altre club escolar de Carrara. A tots dos equips, jugava com a davanter pel seu físic dur. Als 12 anys se'n va al Bonascola i als 13, pasa al Parma FC. Als 14 anys, es veu obligat a jugar a la porteria perquè els dos porters de l'equip han caigut lesionats. Es converteix en porter titular només dues setmanes després. Debuta a la Serie A el 19 de novembre de 1995, amb només 17 anys, al partit Parma FC-Milan, i a UEFA contra el Vitória Guimarães (2-0 a favor dels portuguesos) el 24 de setembre de l'any següent.
A la temporada següent (1996/1997) es converteix en el titular indiscutible de l'equip, amb el qual aconsegueix 27 presències, i l'any següent debut amb la selecció nacional. Durant aquest temps al Parma FC aconsegueix el títol de Campió d'Europa Sub-21, una Copa de la UEFA i una Coppa Italia.

#### La Juventus
Va fitxar per la Juventus per la temporada 2001/2002 per la xifra rècord 105 bilions de lires, essent sempre el jugador més pagat de la història de la Juve.
Els inicis no són fàcils: els errors contra el Chievo i l'AS Roma escandalitzen les crítiques, pero Buffon aconsegueix continuar i fer una bona temporada, coronada amb la victòria del seu primer Scudetto amb un emocionant avançament a l'Inter de Milà a l'última jornada. Després de no haver pogut estar a l'Eurocopa del 2000 per un infortuni, participa com al titular al Mundial de 2002: para un penal al coreà Ahn, pero l'aventura dels azzurri acaba malament.
La temporada 2002/2003 fa una grandíssima temporada, on és considerat el millor porter del Món. Amb les seves extraordinàries parades es converteix en un pilar per la Juve, que guanya la Supercoppa Italia i un altre Scudetto. Però perd la Lliga de Campions a la finalissima tutta italiana contra l'AC Milan: després d'haver aturat el penal a Figo a l'emocionant semifinal contra el Reial Madrid, la final de Manchester contra l'AC Milan es decideix als penals i Buffon para els xuts de Seedorf i Kaladze, però el seu col·lega Dida ho fa millor i dona la copa als rossoneri (2-3). Sempre li falta aconseguir un triomf internacional amb la Juventus. Aquell any rep el premi de millor jugador de la Lliga de Campions.
Durant la temporada 2003/2004 guanya una altra Supercopa italiana, però la temporada no somriu ni a Buffon ni als bianconeri, que s'elimina fàcilment de la Champions i acaba tercera en lliga, mentre Buffon encaixa més de 50 gols en totes les competicions a les que va participar amb la "Vecchia Signora". Al final de temporada, juga l'Eurocopa 2004 amb Itàlia, però la selecció va tornar a fer un mal paper eliminant-se a la lligueta.
A la temporada 2004/2005, sota les ordres de Capello, Buffon fa una gran temporada, tacada únicament per un clamorós error a Bergamo contra l'Atalanta, que no va costar la lliga als bianconeri, Buffon va guanyar el seu tercer Scudetto, en un apassionant duel final contra el Milan. A la Lliga de Campions s'eliminen als quarts de final contra el Liverpool FC, per culpa d'un gol preciós de Luís García (en aquella mateixa edició van ser decisives dues parades a la victoria a Múnic contra el Bayern).
El 14 d'agost de 2005, Buffon es fa una luxació a l'esquena després d'un cop amb Kaká durant l'amistós Milan-Juventus (Trofeu Berlusconi). El van haver d'operar i això va portar la conseqüència d'estar 3 mesos de baixa, durant els quals va ser substituït per Abbiati, ex porter del Milan.
Buffon torna a la porteria de la Juventus a la fi de novembre, a la Coppa Italia contra la Fiorentina, però no acaba de convèncer i Capello decideix tenir-lo a la banqueta perquè es recuperi millor. Torna definitivament com a titular a gener de 2006, sempre a Coppa Italia, al partit de tornada contra els viola. Tot i no fer una de les seves temporades més brillants (com les anteriors) guanya el seu tercer Scudetto amb la Juve (més tard declarat invàlid).
Després dels incidents de Calciopoli, que van fer baixar la Juventus a Serie B, el porter bianconero, tot i rebre ofertes de Inter i Milan, decideix quedar-se a l'equip torinès. Durant la temporada a la categoria inferior, troba algunes dificultats, deixant a vegades intervencions magnífiques com a Torí contra el Bologna i altres intervencions que a vegades van salvar a la Juve combinades amb d'altres no tan bones. A l'acabar la temporada aconsegueixen tornar a pujar a Serie A, renova el contracte fins al 2012. Abans del partit contra el Genoa va ser escollit el Millor Porter del Món per quart cop.
El 6 de juny de 2015 formà part de l'equip titular de la Juventus que va perdre la final de la Lliga de Campions 2015, a l'Estadi Olímpic de Berlín per 1 a 3, contra el FC Barcelona.

### Selecció
Va debutar a la selecció amb 19 anys, el 29 d'octubre del 1997 al partit Rússia-Itàlia (1-1), partit d'anada per la classificació del Mundial de 1998. Després del Mundial del 1998 (convocat com a tercer porter, després convertit en segon per la lesió d'Angelo Peruzz), es converteix en el porter titular de la squadra azzurra, però una lesió el va deixar fora de l'Eurocopa 2000.
Durant el Mundial de 2006 va encaixar només dos gols, un en pròpia porta de Cristian Zaccardo, al minut 27 del partit contra Estats Units, i un altre a la final, un penal marcat per Zinédine Zidane, al minut 7. Fins aquell moment, Buffon havia mantingut la porteria italiana inviolada durant 458 minuts, apropant-se al rècord de Walter Zenga (518 minuts el 1990).
El 9 de juliol de 2006, a l'Estadi Olímpic de Berlín, aconsegueix amb la selecció italiana la seva primera Copa del Món de la FIFA. En aquesta ocasió va ser premiat amb el títol de Millor Porter de Mundial (Premi Iaixin).
La brillant carrera, culminada amb la gran actuació al Mundial d'Alemanya, i els seus dots tècnics, el fan un dels millors porters del Món en activitat juntament amb Gianluca Pagliuca, Walter Zenga, Angelo Peruzzi i Dino Zoff.

## Palmarès

### Club
Parma
- 1  Copa de la UEFA: 1998-99
- 1  Coppa Italia: 1998-99
- 1  Supercoppa Italia: 1999

Juventus
- 10 (+2)  Scudetto (Campionat italià): 2001-02, 2002-03, (2004-05, 2005-06 (declarats invàlids)), 2011-12, 2012-13, 2013-14, 2014-15, 2015-16, 2016-17, 2017-18, 2019-20
- 5  Coppa Italia: 2014-15, 2015-16, 2016-17, 2017-18, 2020-21
- 6  Supercoppa Italia: 2002, 2003, 2012, 2013, 2015, 2020.
- 1  Serie B (Segona divisió italiana): 2006-07

Paris Saint-Germain
- 1 Ligue 1: 2018-19
- 1 Supercopa francesa: 2018

### Selecció
- 1 Mundial: (2006)
- 1 Campionat d'Europa Sub-21: (1996)
- 1 Jocs Mediterranis: (1997)

### Individuals
- Òscar del Calcio: 7
  - Millor porter: 1999, 2001, 2002, 2003, 2004, 2005, 2006
- Porter de l'any IFFHS: 3 (2003, 2004, 2006)
- Millor jugador UEFA: 2
  - Millor porter: 2003
  - Millor jugador de l'any: 2003
- Premi Lev Iaixin: 1 (2006)
- FIFPro World XI: 2 (2006, 2007)

## Crítiques
Buffon ha estat sovint criticat per la seva ostentació de símbols lligats a l'extrema dreta. Quan militava al Parma FC, va mostrar-se davant l'afició amb una samarreta amb la frase Boia chi mola (frase típica del feixisme italià), a més de les crítiques rebudes, li va costar una sanció de la comissió disciplinària del club.
Un altre episodi semblant, va ser mentre se celebrava la victòria del mundial i va aparèixer amb una pancarta Fieri di essere italiani (Orgullosos de ser italians) i firmat amb una creu cèltica. L'episodi va ser objecte de crítiques per part de la premsa i va ser un escàndol per a la retransmissió televisiva Blob.

## Curiositats
- Manté una relació sentimental amb la showgirl txeca Alena Šeredová. Amb ella ha tingut un fill, Louis Thomas, nascut el 28 de desembre del 2007. L'anunci del naixement va aparèixer a la seva pàgina web.
- El 18 de novembre de 2006, contra l'Albinoleffe, en un partit de Serie B, va ser expulsat per la primera vegada en tota la carrera.
- Buffon va ser molt a prop de rebre la Pilota d'or del 2006 (guanyada per Fabio Cannavaro) col·locant-se al segon lloc de la classificació. Per compensar-ho, el 29 de novembre de 2006, la Juventus, va comprar pàgines de diaris per donar-li les gràcies per l'acció social que realitzava.[cal citació]
- Des de la temporada 2002/2003 porta escrit als guants l'acrònim C.U.I.T., que vol dir «Commando Ultras Indian Trips», el nom d'un grup d'aficionats ultres de la Carrarese (equip de la seva ciutat natal).
- És comentarista fix del programa de Darwin Pastorin, Le partite non finiscono mai (Els partits no acaben mai).
- És aficionat del Genoa.
- Les seves germanes Guendalina i Veronica han estat importants jugadores de vòlei i han jugat a la categoria A1. També la mare, Stella, ha estat campiona d'alt nivell de llançament de pes.
- Té un restaurant al centre de la ciutat de Pistoia anomenat Zerosei.
- Ha declarat que voldria continuar jugant fins al Mundial de 2018.
- És amo d'un balneari anomenat La Romanina a la localitat de Ronchi.
- «La tua maglia dice chi sei». (La teva samarreta diu qui ets). Així la Juve va voler donar-li les gràcies públicament per haver decidit quedar-se a la casa bianconera durant la temporada a la Serie B.